# Catasetum gardneri
Catasetum gardneri är en orkidéart som beskrevs av Rudolf Schlechter. Catasetum gardneri ingår i släktet Catasetum och familjen orkidéer. Inga underarter finns listade i Catalogue of Life.